# Demolished
Demolished is een Belgische deathmetalband uit Peer (Limburg). De band werd in 2005 opgericht als Hybrid. Sindsdien hebben zij opgetreden in Frankrijk, Nederland, Duitsland, België en Noorwegen. 
Demolished heeft in 2010 de "Wacken Metal Battle" van België gewonnen en mocht daardoor op Wacken Open Air optreden.
Eind 2013 besloot de band er een punt achter te zetten.

## Bandsamenstelling
- Mathijs Ignoul - zang : 2012 - 2013
- Raymond Daniëls - gitaar : founding member - 2013
- Lowie Vangaal - gitaar : founding member - 2013
- Dries Bosmans - basgitaar : 2010 - 2013
- Sander Hendrix - drums : 2009 - 2013

### Voormalige bandleden
- Jeroen Driesen - zang : 2008 - 2011
- Jochen Schrijvers - basgitaar/zang 2007
- Benny Ieven - drums : founding member - 2009
- Jelle Camps - basgitaar : 2009 - 2010

## Discografie
- Defleshing the Innocent (februari 2009)

Studioline-up: Jeroen (grunt), Raymond (guitar), Lowie (guitar), Benny (drums), Jelle (bass).